# Maunujaure
Het Maunujaure is een klein meer in Zweden. Het ligt enkele kilometers ten noorden van de stad Kiruna langs de Europese weg 10, in de buurt van Rautas, op ongeveer 400 meter hoogte. De omtrek van het meer is niet duidelijk bepaald, omdat het meer midden in een uitgestrekt drasland ligt.
Het meer heeft niets te maken met het meest noordelijke dorp van Zweden, Maunu genaamd, maar ligt er ongeveer honderd kilometer vandaan.